# 魁!!男塾 疾風一号生
『魁!!男塾 疾風一号生』（さきがけ おとこじゅく しっぷういちごうせい）は、1989年3月3日にバンダイから発売されたファミリーコンピュータ用のゲームソフトである。ジャンルはアクションゲーム。

## 概要
漫画『魁!!男塾』（1985年 - 1991年）を題材とした作品。主人公の剣桃太郎ら一号生を操作して進むアクションゲーム。トラップの仕掛けられたステージを進み、ボスを倒せばクリア。
原作者の宮下あきらは「キャラの性能を生かして作っている」と評価を下している。
当たり判定や雑魚キャラクターの強さの調整に問題があったが、独特のグラフィックなどから当時のアクションゲームの水準に大きく劣るとは言い切れない。
2013年11月7日発売のニンテンドー3DS用ソフト『バンダイナムコゲームスPRESENTS Jレジェンド列伝』に本作がそのまま収録された。

## ゲーム内容
十字キーで操作。ジャンプ（A）、パンチ（B）。↑+Bでキック。A+Bで体力を消費して必殺技。
スクロール画面ではゲーム中にスタートボタンを押すことにより、メンバーを交代可能。ゲージを消費して大鐘音のエールにより体力を回復可能。道中、王大人の回復所にて体力およびエールを回復可能。ステージ中の秀麻呂を救出すると、新たな仲間が加入する。またステージ中の仕掛けを突破する際にレベルが上昇し、能力が上がるが、次のステージに行くと元の状態に戻る。

## 登場キャラクター
剣桃太郎
- ボス戦ではダンビラを装備する。

富樫源次
- ボス戦ではドスを装備する。

虎丸龍次
J
以下の4人はボス戦のみ使用可能。
雷電
- 第一章クリア時に加入。

飛燕
- 第二章クリア時に加入。

月光
- 第三章クリア時に加入。

伊達臣人
- 最終章クリア時に加入。

### ボスキャラクター
- ステージ1（第一章）：赤鬼[4]、森田大器、雷電、卍丸
- ステージ2（第二章）：青鬼[4]、独眼鉄、飛燕、センクウ
- ステージ3（第三章）：黒鬼[4]、蝙翔鬼、月光、羅刹
- ステージ4（最終章）：白鬼[4]、男爵ディーノ、伊達臣人、影慶、大豪院邪鬼[5]

## 他機種版
| No. | タイトル                                       | 発売日        | 対応機種        | 開発元                  | 発売元   | メディア  | 型式             | 売上本数 |
| --- | ---------------------------------------------- | ------------- | --------------- | ----------------------- | -------- | --------- | ---------------- | -------- |
| 1   | バンダイナムコゲームスPRESENTS Jレジェンド列伝 | 2013年11月7日 | ニンテンドー3DS | ゴッチテクノロジー リズ | バンナム | 3DSカード | CTR-P-BNGJ (JPN) | -        |
|     |                                                |               |                 |                         |          |           |                  |          |

## 評価
- ゲーム誌『ファミコン通信』の「クロスレビュー」では、7・5・6・4の合計22点（満40点）となっており[7][6]、レビュアーの意見としては、「ごくふつうのアクションゲームになっちゃってて、『男塾』ならではの豪快さに欠けてる」などと評されている[7]。

- ゲーム誌『ファミリーコンピュータMagazine』の読者投票による「ゲーム通信簿」での評価は以下の通りとなっており、18.96点（満30点）となっている[1]。また、同雑誌1991年5月10日号特別付録の「ファミコンロムカセット オールカタログ」では、「キャラクタはかなり大きく、迫力ある作りになっている」と紹介されている[1]。

| 項目 | キャラクタ | 音楽 | 操作性 | 熱中度 | お買得度 | オリジナリティ | 総合  |
| 得点 | 3.57       | 3.09 | 3.06   | 3.19   | 2.98     | 3.07           | 18.96 |

## 補足
本作のCMは『魁!!男塾 TVアニメシリーズ DVD-BOX』に収録されている。ナレーションは剣桃太郎役の堀秀行が務めている。

## 関連書籍
- ジャンプ コミックス セレクション ファミコン奥義大全書 魁!!男塾 疾風一号生 光芒一閃!!奥義の書 - 集英社、1989年3月8日、ISBN 4-8342-1079-0